# Professional Ski Simulator
Professional Ski Simulator, scritto anche Pro Ski Simulator, è un videogioco di sci alpino pubblicato tra il 1987 e il 1988 per Amstrad CPC, Commodore 64 e ZX Spectrum dalla Codemasters, nella fascia di prezzo bassa. Nel 1989, con il titolo Advanced Ski Simulator, uscì anche per i computer a 16 bit Amiga e Atari ST.

## Modalità di gioco
Il gioco consiste in gare di slalom tra due sciatori che scendono in contemporanea, controllati da due giocatori oppure da un giocatore e dal computer. La pista è mostrata con visuale isometrica e scorrimento verticale verso il basso. Nel multigiocatore la visuale segue lo sciatore che è in testa, per cui il secondo potrebbe anche fuoriuscire dallo schermo. Un radar sulla destra dello schermo mostra comunque la mappa di tutta la pista con le posizioni degli sciatori.
Per superare un livello occorre raggiungere il traguardo entro il tempo massimo, passando correttamente tra tutte le coppie di bandierine. Ci sono sette piste sempre più difficili. Il percorso è tridimensionale, con pendenze variabili. Può essere necessario schivare mucchi di neve, alberi, capanne e altri ostacoli. In caso di caduta lo sciatore si rialza e riparte poco dopo.
I controlli sono semplici, ma spesso giudicati difficili da padroneggiare: con le direzioni destra e sinistra lo sciatore ruota su sé stesso, mentre con il pulsante o tasto di fuoco prende velocità, spingendo con le racchette oppure mettendosi in posizione a uovo quando è già lanciato in discesa. Nelle versioni Commodore 64, Amiga e Atari, una barra indicatrice mostra il distacco dal suolo dello sciatore in caso di salti.